# Igino (Kursk)
Igino (russisch Игино) ist ein Dorf (selo) in der Oblast Kursk in Russland. Es gehört zum Rajon Fatesch und zur Landgemeinde (selskoje posselenije) Werchneljubaschski selsowjet.

## Geographie
Der Ort liegt gut 64 km Luftlinie nordwestlich des Oblastverwaltungszentrums Kursk im südwestlichen Teil der Mittelrussischen Platte, 18,5 km nordwestlich des Rajonverwaltungszentrums Fatesch, 9 km vom Sitz des Dorfsowjet – Werchni Ljubasch, 99 km von der Grenze zwischen Russland und der Ukraine, am kleinen Fluss Krasawka (linker Nebenfluss der Swapa).

### Klima
Das Klima im Ort ist wie im Rest des Rajons kalt und gemäßigt. Es gibt während des Jahres eine erhebliche Niederschlagsmenge. Dfb lautet die Klassifikation des Klimas nach Köppen und Geiger.

## Bevölkerungsentwicklung
| Jahr | Einwohner |
| ---- | --------- |
| 1979 | 495       |
| 2002 | 185       |
| 2010 | 119       |

Anmerkung: Volkszählungsdaten

## Verkehr
Igino liegt 8 km von der Fernstraße föderaler Bedeutung M2 „Krim“ als Teil der Europastraße E105, 84 km von der Straße M3 „Ukraina“ als Teil der Europastraße E101, 22 km von der Straße A 142 als Teil der Europastraße E93, 8 km von der Straße regionaler Bedeutung 38K-002 (Werchni Ljubasch – Ponyri), 13 km von der Straße 38K-038 (Fatesch – Dmitrijew), 17,5 km von der Straße 38K-035 (A142 – 38K-038), an der Straße 38K-011 (M2 „Krim“ – Igino – 38K-035) und 17,5 km von der nächsten Eisenbahnhaltestelle 34 km (Eisenbahnstrecke Arbusowo – Luschki-Orlowskije) entfernt.
Der Ort liegt 185 km vom internationalen Flughafen von Belgorod entfernt.